# Nativos do Estreito de Torres

Mapa da Austrália com as regiões com maior percentagem dos nativos do Estreito de Torres.

Nativos do Estreito de Torres são os povos indígenas das Ilhas do Estreito de Torres, parte do estado de Queensland, na Austrália. Eles são povos culturalmente e geneticamente da Melanésia, assim como o povo de Papua-Nova Guiné. Eles são diferentes dos povos aborígenes do resto da Austrália e são geralmente referidos separadamente. Há também duas comunidades nativos do Estreito de Torres na costa próxima do continente em Bamaga e Seisia.
De acordo com o censo de 2011, os ilhéus do Estreito de Torres compõem uma população de 6.800 pessoas que vivem na área do Estreito de Torres e de outras 42 mil outras pessoas que vivem fora desta área, principalmente no norte de Queensland, particularmente em Townsville e Cairns.